# Tiger Shroff
Tiger Shroff, pseudonimo di Jay Hemat Sroph (in gujarati જય હેમંત શ્રોફ, Jay Heṃat Śroph; Mumbai, 2 marzo 1990), è un attore indiano.

## Biografia
È un figlio di Jackie Shroff e Ayesha Dutt. È il maggiore di due fratelli, e sua sorella Krishna Shroff ha tre anni meno di lui.
Dal lato paterno, è di origine gujarati e uighuri, mentre dal lato materno è di origine bengalese e belga.
Fin da piccolo manifesta una grande inclinazione per la danza, e ha più volte affermato di aver tratto grande ispirazione da Michael Jackson e da Hrithik Roshan.
E' cintura nera in Taekwondo.

## Filmografia
- Heropanti (2014)
- Baaghi (2016)
- A Flying Jatt (2016)
- Munna Michael (2017)
- Baaghi 2 (2018)
- Student of the Year 2 (2019)
- War (2019)
- Baaghi 3 (2020)